# Schufa

Logo Schufa Holding AG

Schufa Holding AG (dawniej SCHUFA e.V. od Schutzgemeinschaft für allgemeine Kreditsicherung) – niemiecka prywatna wywiadownia gospodarcza prowadzona w formie spółki akcyjnej, z siedzibą w Wiesbaden, której akcjonariat tworzą instytucje kredytowe oraz inne przedsiębiorstwa. Jej celem jest dostarczanie partnerom biznesowym informacji dotyczących sytuacji finansowej przedsiębiorstw i osób prywatnych.